# 레치노이 보크잘역 (모스크바 지하철)
레치노이 보크잘 역(러시아어: Речной Вокзал)은 모스크바 지하철 자모스크보레츠카야 선의 역이다. 1964년 12월 31일 개통되었고, 2017년까지 본 노선의 북쪽 종착역이었다. 인근에 위치한 북부강 터미널(레치노이 보크잘)에서 따온 이름이다. 레치노이 보크잘 역에서는 페스티발나야 거리와 M10 도로로 나갈 수 있다.